# Calamoneta urata
Calamoneta urata är en spindelart som beskrevs av Christa L. Deeleman-Reinhold 200. Calamoneta urata ingår i släktet Calamoneta och familjen sporrspindlar. Inga underarter finns listade.